# Mops midas
Mops midas là một loài động vật có vú trong họ Dơi thò đuôi, bộ Dơi. Loài này được Sundevall mô tả năm 1842.